# Chaetosciara umbalis
Chaetosciara umbalis är en tvåvingeart som beskrevs av Werner Mohrig och Nina Krivosheina 1990. Chaetosciara umbalis ingår i släktet Chaetosciara och familjen sorgmyggor. Inga underarter finns listade i Catalogue of Life.